# بيكي غاريسون
بيكي غاريسون (بالإنجليزية: Becky Garrison)‏ هي صحفية أمريكية، ولدت في 1 يوليو 1961.

## وصلات خارجية
- الموقع الرسمي